# Sępopol (gromada)
Sępopol – dawna gromada, czyli najmniejsza jednostka podziału terytorialnego Polskiej Rzeczypospolitej Ludowej w latach 1954–1972.
Gromady, z gromadzkimi radami narodowymi (GRN) jako organami władzy najniższego stopnia na wsi, funkcjonowały od reformy reorganizującej administrację wiejską przeprowadzonej jesienią 1954 do momentu ich zniesienia z dniem 1 stycznia 1973, tym samym wypierając organizację gminną w latach 1954–1972.
Gromadę Sępopol z siedzibą GRN w Sępopolu (wówczas wsi) utworzono  1 stycznia 1958 w powiecie bartoszyckim w woj. olsztyńskim z obszarów zniesionych gromad Sępopol-Południe i Sępopol-Północ w tymże powiecie.
31 grudnia 1959 z gromady Sępopol wyłączono miejscowość Sępopol, nadając jej status osiedla. Osiedle Sępopol pozostało jednak nadal ekstraterytorialną siedzibą gromady Sępopol. 
1 stycznia 1960 do gromady Sępopol włączono wsie Roskajmy i Rusajny oraz PGR Liski ze zniesionej gromady Wirwilty w tymże powiecie.
31 grudnia 1961 do gromady Sępopol włączono wsie Wiatrowiec, Rygarby, Różyn i Kinwągi, kolonie Tałowo, Tajuny i Kierz oraz osadę Piony ze zniesionej gromady Wiatrowiec w tymże powiecie.
22 grudnia 1971 do gromady Sępopol włączono obszar zniesionej gromady Dzietrzychowo w tymże powiecie.
1 stycznia 1972 do gromady Sępopol z osiedla Sępopol w tymże powiecie włączono miejscowość Długa (412 ha), tereny rolne ze wschodniej części osiedla (97 ha) oraz tereny rolne z południowej części osiedla, na zachód od Zakładów Roszarniczych (478 ha).
Gromada przetrwała do końca 1972 roku, czyli do kolejnej reformy gminnej. 1 stycznia 1973 w powiecie bartoszyckim reaktywowano zniesioną w 1954 roku gminę Sępopol. Tego samego dnia osiedle Sępopol otrzymało prawa miejskie.